# Tajuan Porter
Tajuan Marquis Porter (Detroit, 9 marzo 1988) è un ex cestista statunitense, professionista nella NBDL e in Francia.